# BCL2L1
BCL2L1 (англ. BCL2 like 1) – білок, який кодується однойменним геном, розташованим у людей на короткому плечі 20-ї хромосоми. Довжина поліпептидного ланцюга білка становить 233 амінокислот, а молекулярна маса — 26 049.
| 10         |  | 20         |  | 30         |  | 40         |  | 50         |
| ---------- |  | ---------- |  | ---------- |  | ---------- |  | ---------- |
| MSQSNRELVV |  | DFLSYKLSQK |  | GYSWSQFSDV |  | EENRTEAPEG |  | TESEMETPSA |
| INGNPSWHLA |  | DSPAVNGATG |  | HSSSLDAREV |  | IPMAAVKQAL |  | REAGDEFELR |
| YRRAFSDLTS |  | QLHITPGTAY |  | QSFEQVVNEL |  | FRDGVNWGRI |  | VAFFSFGGAL |
| CVESVDKEMQ |  | VLVSRIAAWM |  | ATYLNDHLEP |  | WIQENGGWDT |  | FVELYGNNAA |
| AESRKGQERF |  | NRWFLTGMTV |  | AGVVLLGSLF |  | SRK        |  |            |

A: Аланін

C: Цистеїн

D: Аспарагінова кислота

E: Глутамінова кислота

F: Фенілаланін

G: Гліцин

H: Гістидин

I: Ізолейцин

K: Лізин

L: Лейцин

M: Метіонін

N: Аспарагін

P: Пролін

Q: Глутамін

R: Аргінін

S: Серин

T: Треонін

V: Валін

W: Триптофан

Кодований геном білок за функцією належить до фосфопротеїнів. 
Задіяний у таких біологічних процесах, як апоптоз, ендоцитоз, альтернативний сплайсинг. 
Локалізований у цитоплазмі, цитоскелеті, ядрі, мембрані, мітохондрії, внутрішній мембрані мітохондрії, клітинних контактах, цитоплазматичних везикулах, зовнішній мембрані мітохондрій, синапсах.